# Собор Святой Екатерины (Бранденбург)
Собор Святой Екатерины (нем. Sankt Katharinen) — протестантский собор в районе Нойштадт города Бранденбург-на-Хафеле; современное позднеготическое кирпичное здание, построенное на месте старой каменной церкви, было освящено в 1401 году. Является самой крупной из трех главных церквей города.

## История и описание
До 1395 года на месте современного Собора Святой Екатерины уже стояла каменная церковь: отдельные элементы романской архитектуры церкви-предшественницы использовались при строительстве современного храма. Строительство нового, самой большого в городе, кирпичного храма по проекту архитектора Генриха Брунсберга (нем. Hinrich Brunsberg) началось после 1381 года. Собор был освящен в 1401 году как храм Святых Екатерины, Амальберги Мобёжской и Николая. Северная часовня церкви была построена по измененному проекту и завершена позже — освящена в 1434 году. Деамбулаторий был построен только в 1426 году и его достройка продолжалась до середины XV века. Южный притвор, с библиотекой на верхнем этаже, достраивался до конца XV века. Дальнейшие обновления и реставрации здания происходили как до (1725, 1842, 1864—1865, 1910—1912), так и после (1987 и 1992) Второй мировой войны.
Здание Собора Святой Екатерины имеет внушительные размеры: его длина составляет 73 метра — при ширине в 29 метров; высота крыша достигает 38 метров, а высота башни составляет 72,5 метра. По внутреннему устройству собор в Бранденбурге-на-Хафеле напоминает пражский Собор Святого Вита. Наружных стены Собора Святой Екатерины украшены терракотовыми скульптурами.